# Špageti
Špagéti (italijansko mn. spaghetti, ed. spaghetto) so testenine okroglega premera različnih debelin (npr. št. 3 ali št. 5), dolžine približno 30 cm. Izdelujejo se iz zdroba trde (durum) pšenice. Podobne testenine večjega premera, vendar krajše in z luknjo na sredi, italijani uvrščajo med makarone.

## Zgodovina
Na Kitajskem so špagetom podobne testenine oz. rezance poznali že v 2. stoletju pred našim štetjem. Že v 12. stoletju je Al-Idrizi pisal, da na Siciliji kuhajo niti iz pšenice, ki jih radi jedo tako muslimani kot kristjani. Zato je popoln mit, da je Marco Polo špagete prvič videl na Kitajskem in jih kot novost prinesel nazaj v Italijo. 

### Ko so špageti bili makaroni
Od 15. stoletja so v nekaterih delu južnega apeninskega polotoka suhe dolge testenine imenovali  vermicelli (črvički), izraz macharoni, izpričan že od 11. stoletja dalje, pa je sprva pomenil svaljke oz. njoke iz moke ali zdroba, ki so jih izrezovali iz dokaj gostega testa. Ko so jih stisnili ali od znotraj izvotlili, zaradi boljšega izhlapevanja vlage, so jih sušili na soncu, zaradi daljše trajnosti. Kuharski mojster Martino na papeškem dvoru , jev drugi polovici 15. stoletja že podrobno opisal, kako so pripravljajo »macharoni siciliani«, dejansko današnji špageti.  Izraz maccheroni se je namreč nanašal na suhe testenine na splošno, v Neaplju pa je še danes uveljavljeni izraz tudi za špagete. Zdaj so makaroni v Italiji splošno ime za dolge votle testenine z debelejšo steno. 
Omemba beseda spagho (špaga ali vrvica) v Martinovem receptu za »makarone« s Sicilije se nanaša na železni pripomoček za izvotlitev testenin, neki drug njegov recept pa že omenja, da se jih nareže »tanjše kot je vrvica«. Kljub tej omembi bo trajalo vse do srede 19. stoletja, da se za tovrstne testenine uveljavila uporaba sedanjega imena spaghetti.

## Špageti na splošno
V Italijo pomešajo špagete pred serviranjem z omako, po navadi kar v ponvi, v kateri so kuhali omako. Špagetov ne režemo ali lomimo na krajše dele, jedo se z vilicami, na katere se navijajo na robu krožnika, lahko ob pomoči žlice.
Špageti se lahko samo začinijo z oljem in začimbami (Spaghetti e aglio e olio) ali se doda gosto, oprijemljivi omako npr. (napolitanska ali bolonjska). Omake se pogosto dodatno začini (šele na krožniku), z naribanim zelo trdim sirom Parmezanom ali Grana Padano.
Za raguje in redke omake ter mineštre so primernejše druge vrste testenin.